# Кролевецький Павло Васильович
Павло Васильович Кролевецький (1900—1942, Севастополь) — перший секретар Північного райкому ВКП(б) Севастополя, під час радянсько-німецької війни один з організаторів перебудови господарчого і промислового потенціалу міста для військових цілей. Загинув в останні дні другої оборони Севастополя в червні—липні 1942 року.
7 травня 1975 року на Північній стороні міста іменем Кролевецького названа площа.